# Tomasz Lech
Tomasz Lech, pseudonim Papaj (ur. 19 maja 1977 w Prabutach, zm. 26 kwietnia 2025 w Grudziądzu) – polski strongman i kulturysta.

## Życiorys
Tomasz Lech zadebiutował jako siłacz w 2002 r. Uczestniczył w Pucharze Polski Strongman 2003, Pucharze Polski Strongman 2004 i Pucharze Polski Strongman 2005. Wziął udział w Mistrzostwach Polski Strongman A-Nowi 2007, jednak nie zakwalifikował się do finału.
Rozpoczął treningi kulturystyczne w 2009. W 2010 po raz pierwszy wziął udział w zawodach kulturystów.
Mieszkał w Grudziądzu.

## Osiągnięcia strongman
- 2006
  - 5. miejsce − Grand Prix Polski Strongman 2006
- 2008
  - 7. miejsce − Mistrzostwa Polski Strongman Everlast 2008

## Osiągnięcia kulturystyczne
- 2. miejsce w Debiutach Kulturystycznych Ostrów Mazowiecka 2010[4]
- 1. miejsce − Mistrzostwa Polski w kat. do 100 kg[5]
- 1. miejsce − Mistrzostwa Polski w kat. Open 2010[4]
- 2. miejsce − Mistrzostwa Europy w kat. do 100 kg 2010[6]
- 3. miejsce w Pucharze Polski 2011[4]
- 10. miejsce na Mistrzostwach Świata w Indiach 2011[4]
- 4. miejsce w Pucharze Polski 2012[4]
- 7. miejsce w Mistrzostwach Świata w Ekwadorze 2012[4]
- 1. miejsce w Mistrzostwach Polski 2014[7]

## Rekordy życiowe
- przysiad – 300 kg
- martwy ciąg – 300 kg
- wyciskanie, leżąc – 215 kg
- wyciskanie na barki, stojąc – 150 kg x 10